# 빈센트 미넬리
빈센트 미넬리(Vincente Minnelli, 1903년 2월 28일 ~ 1986년 7월 25일)는 미국의 영화 감독, 연극 감독이다.

## 작품 목록
- 하늘의 오두막 (1943)
- 세인트루이스에서 만나요 (1944)
- 지그펠드 폴리스 (1946)
- 해적 (1948)
- 마담 보바리 (1949)
- 신부의 아버지 (1950)
- 파리의 미국인 (1951)
- 배드 앤 뷰티 (1952)
- 밴드 웨곤 (1953)
- 열정의 랩소디 (1956)
- 차와 동정 (1956년)
- 디자이닝 우먼 (1957년)
- On A Clear Day You Can See Forever (1970년)
- 지지 (1958)
- 도요새 (1965)
- 매터 오브 타임 (1976)
- 밴드 웨곤 (2004년)

이 외에 파나마 해티(1942년), 아이 두드 잇(1943년), 욜란다 앤 더 씨프(1945년), 언더커런트(1946년), 러블리 투 룩 앳(1952년), 세 개의 사랑 이야기(1953년), 브리가둔(1954년), 키스밋(1955년), 섬 컴 러닝(1958년), 벨스 아 링잉(1960년), 홈 프롬 더 힐(1960년), 묵시록의 4기사(1961년), 굿바이 찰리(1964년) 등 총 39편이 있다.

## 수상
- 제16회 골든 글로브 시상식 감독상(1959년)
- 제31회 미국 아카데미 시상식 감독상(1959년)
- 제11회 미국 감독 조합상 영화부문 감독상(1959년)

## 경력
- 제20회 칸 영화제 심사위원(1967년)